# Love Canal (singel)
Love Canal – pierwszy singel zespołu Flipper. Został wydany w 1981 roku przez firmę Subterranean Records.

## Lista utworów
1. "Love Canal"
2. "Ha Ha Ha"

## Skład
- Bruce Loose – wokal
- Ted Falconi – gitara
- Will Shatter – gitara basowa, wokal
- Steve DePace – perkusja